# Guerra de Tecumseh
La Guerra (o Revolta) de Tecumseh fou un conflicte armat que va tenir lloc al Territori d'Indiana i va enfrontar els Estats Units i una confederació de nacions índies liderada per Tecumseh (cabdill shawnee) entre els anys 1811 i 1813, com un dels darrers esdeveniments de la Guerra dels Seixanta Anys per la conquesta de la regió dels Grans Llacs.
La Confederació de Tecumseh, que va rebre 25.000 armes britàniques, va lluitar al costat dels britànics la Guerra anglo-americana de 1812-1815, que per a ells va suposar una lluita desesperada per la seva llibertat i independència, i el resultat de la guerra va ser catastròfic, així que van continuar lluitant, i finalment la victòria nord-americana a la batalla de Thames a l'octubre de 1813 amb la mort de Tecumseh, i el trencament de la seva coalició de nadius americans van acabar el conflicte. Els nadius americans, : mai més no van poder trobar aliats externs ni van poder amenaçar amb fer retrocedir la frontera nord-americana.